# Río Balikh
El río Balikh (نهر البليخ) es un río tributario del Éufrates. Todo su recorrido transcurre por Siria. Ubicado en el norte del país, y con un sentido norte-sur, es el único curso de agua permanente de la zona. Su principal fuente, el manantial de Ain al-Arous, se encuentra cerca de la frontera con Turquía. Con una variación en altitud que va desde los 300 metros de altura de su nacimiento hasta los 200 metros de altura en su desembocadura, recorre aproximadamente 100 km.